# Татаро-Каргалинська сільська рада
Тата́ро-Каргали́нська сільська рада (рос. Татаро-Каргалинский сельский совет) — сільське поселення у складі Сакмарського району Оренбурзької області Росії.
Адміністративний центр — село Татарська Каргала.

## Населення
Населення — 4353 особи (2019; 3870 в 2010, 3660 у 2002).

## Склад
До складу сільської ради входять:
| Населений пункт         | Населення, осіб (2002) | Населення, осіб (2010) |
| ----------------------- | ---------------------- | ---------------------- |
| Майорське, село         | 163                    | 70                     |
| Татарська Каргала, село | 3497                   | 3800                   |